# Steyn van Ronge
Steyn von Rönge (1955) is een Zuid-Afrikaans politicus.
Hij is sinds 6 april 2010 de leider van de Zuid-Afrikaanse Afrikaner Weerstandsbeweging (AWB).
Von Rönge is veeteler in het district Zastron, in de provincie Vrijstaat. Hij is vader van twee dochters en een zoon. In 1988 sloot hij zich aan bij de AWB en klom al snel op tot de functie van onderleider (onderleier). Tijdens Eugène Terre'Blanches gevangenschap was hij tevens waarnemend leider.
Naast zijn AWB-leiderschap is Van Rönge actief als lid van de Zastron-distrikboereunie, secretaris van de Genadeberg-boerevereniging, sectorleider van de Burgerlike Beskerming, voorzitter van de plaaswag en een commandolid. Tevens is hij raadslid in de Boere-Afrikanervolksraad. Deze volksraad heeft in eerste instantie tot doel via onderhandelingen met de Zuid-Afrikaanse regering tot een eigen onafhankelijke Boere-Afrikanerstaat te komen om zodoende de Afrikanercultuur te kunnen beschermen en behouden.